# Amphithera aurea
Amphithera aurea är en fjärilsart som beskrevs av Diakonoff 1955. Amphithera aurea ingår i släktet Amphithera och familjen bronsmalar. Inga underarter finns listade i Catalogue of Life.